# Froenahejdan
Froenahejdan är ett naturreservat i Sjöbo kommun i Skåne län.
Endast en liten stig går genom reservatet, det mesta av reservatet nås bortom denna stig.

## Flora och fauna
Froenahejdan är ett litet naturreservat främst bestående av olika varianter på bokskog.
Andra typer av träd som förekommer är: Ekar, lind, ask, alm, fågelbär, al, björk, rönn samt även hassel.